# Ado Birk
Ado Birk, conosciuto anche con i nomi tedeschi Aadu Birk, Aado Birk o Avdei Birk (Tarvastu, 14 novembre 1883 – Sos'va, 2 febbraio 1942), è stato un politico, avvocato e diplomatico estone.
Fu un Primo ministro dell'Estonia, per soli tre giorni, dal 28 luglio 1920 al 30 luglio 1920. La sua nomina non trovò l'appoggio dell'Assemblea costituente estone.

## Biografia
Ado Birk nacque a Tarvastu, nella contea di Viljandi, oggi in  Estonia, allora parte del Governatorato di Livonia dominato dall'Impero russo.
Si diplomò presso il Seminario Teologico (Ortodosso) a Riga, studiò inizialmente all'Accademia Teologica di San Pietroburgo e al dipartimento di Legge presso le Università di Tartu (1907 - 1908), San Pietroburgo (1908 - 1911) e quella di Lipsia (1911).
Tra il 1911 - 1912 fu direttore dell'Ufficio statistico di Tallinn. Dal 1912 al 1917, lavorò come  avvocato barrister con  Jaan Poska.
Nel 1917 egli fu nominato segretario provvisionale dell'Assemblea provinciale estone (Eesti Maanõukogu), e nel 1918 fu nominato Rappresentante ambasciatore dell'Estonia a Helsinki, in Finlandia.
Dal 1918 al 1919 fu Presidente dell'Assemblea provinciale estone e presidente del Comitato generale per le elezioni all'Assemblea costituente estone (Asutav Kogu). Dal 1919 al 1920 egli divenne vicepresidente dell'Assemblea Costituente e Ministro degli Esteri nuovamente nel 1920 e 1925.
Ebbe il mandato di Primo ministro dell'Estonia per soli tre giorni dal 28 luglio 1920 al 30 luglio 1920. Tra il 1917 ed il 1924 Birk fu anche Presidente sella Società Pompieri Volontari e tra il 1919 ed il 1922 fu il massimo rappresentante dell'Unione dei Pompieri Estoni.

### L'esperienza come ambasciatore
Dal 1922 al 1926 fu ambasciatore dell'Estonia in Unione Sovietica. Durante questa funzione ebbe, all'inizio del 1926, un contrasto con il Ministro degli Esteri dell'Estonia e si rifiutò decisamente di ritornare in patria, anche dopo essere stato delegittimato e rimosso.
Nell'estate del 1926 egli cadde vittima delle provocazioni dei servizi segreti sovietici (GPU), e venne imprigionato in Urss, ma fu successivamente rilasciato e poté far ritorno in Estonia nel 1927.
Al rientro venne accusato dagli estoni di trasmettere informazioni segrete all'Unione Sovietica e fu trattenuto, in maniera preventiva, dalle autorità locali. Tuttavia nel 1927 venne scagionato dal Consiglio di Pace della Contea di Tallinn - Haapsalu (in estone Rahukogu).
Nella seconda metà degl'anni venti e negli anni trenta, fu attivo nella Chiesa ortodossa apostolica estone (EAOC), e nel 1939 - 1940 fu Segretario ecumenico dell'EAOC, mentre era occupato anche come uomo d'affari a Tallinn.

## L'arresto, la condanna, il decesso
Con la Seconda guerra mondiale, e l'occupazione militare dell'Estonia, Birk venne arrestato dalla polizia dei servizi segreti sovietici NKVD e il 14 giugno 1941 fu destinato al campo di concentramento sovietico a Sos'va. Fu condannato a morte, ma perì poco prima dell'esecuzione a Sos'va, Oblast' di Sverdlovsk, Siberia (Unione Sovietica).